# Silberhakenschnabel
Der Silberhakenschnabel (Diglossa caerulescens) ist eine Vogelart aus der Familie der Tangaren (Thraupidae), die in Venezuela, Kolumbien, Ecuador, Peru und Bolivien verbreitet ist. Der Bestand wird von der IUCN als nicht gefährdet (Least Concern) eingeschätzt.

## Merkmale
Der Silberhakenschnabel erreicht eine Körperlänge von etwa 13,5 cm bei einem Gewicht von ca. 10,1 bis 16,0 g. Er ist ein relativ matt gefärbter, bläulicher Hakenschnabel mit eher langem dünnen, schwarzen, Schnabel, der nur etwas nach oben gebogen ist und im Vergleich zu anderen Arten der Gattung keinen Haken an der Spitze hat. Das Männchen ist hauptsächlich matt bläulich-grau. Der vordere Oberkopf, der Zügelbereich und ein kleiner Bereich um die Augen sind schwärzlich, sodass es wie eine kleine nicht definierte Maske wirkt. Die Oberflügeldecken sind matt blau, die Handschwingen und Flugfedern dunkel mit blauen Säumen. Die Kehle und die Unterseite ist etwas blasser als die Oberseite. So ist die Unterseite matt blau mit etwas weißen Federsäumen durchsetzt, gräulicher in der Mitte des Bauches. Die Iris ist dunkelrot bis orangerot, wobei die Augenfarbe eher unauffällig ist. Die Beine sind dunkelgrau. Das Weibchen ähnelt dem Männchen, ist aber noch matter in der Färbung und der Augenfarbe. Jungtiere wirken noch matter, mit schwachen Strichen auf der Unterseite. Die Basis des Unterschnabels ist gelb. Halbwüchsige ähneln erwachsenen Tieren, haben aber ebenfalls eine mattere Blaufärbung, die Maske ist unauffällig und die Augen sind bräunlich bis rötlich braun. Die Nominatform ist die größte aller Unterarten.

## Verhalten und Ernährung
Der Silberhakenschnabel ernährt sich von Insekten und kleinen Beeren vorzugsweise der Gattung Miconia. Es gibt Berichte, dass er in Kolumbien auch die Früchte von Cavendishia bracteata oder in anderen Gebieten Rubus frisst. Auch Nektar gehört zu seiner Ernährung. Er tritt einzeln oder paarweise auf. Gelegentlich mischt er sich in Gruppen von Waldsängern, anderen Hakenschnäbeln oder Tangaren. Seine Nahrung holt er sich in den mittleren und oberen Straten bis hin zu den Baumkronen. Hier frisst er ausgiebig kleine Beeren oder sammelt Insekten vom äußeren Laub oder den Ästen. Nur unregelmäßig durchbohrt er Blütenkronen, um an den Nektar zu kommen. Meist holt er sich den Nektar direkt aus den Blüten. Sein Verhalten ähnelt eher dem des Maskenhakenschnabels sowie dem von Waldsängern oder anderen Tangaren als dem anderer Hakenschnäbel. Er ist weniger aktiv und nervös als seine kleineren konspezifischen Artgenossen. Auch scheint er weniger hinterhältig zu agieren.

## Lautäußerungen
Der Gesang des Silberhakenschnabels wird aus Peru als sehr variabel, hoch, und lispelnd mit melancholischem Zwitschern und abnehmender Tonlage beschrieben. In Venezuela und Kolumbien gehören ein paar langsame, hohe Töne, gefolgt von einem beschleunigten Hagel an Stakkato-Tönen, die er aus den Baumkronen von sich gibt und die geographisch variieren können, zu seinem Repertoire. Diese können wie iiit, esa-it, it-tsu-ti’ tip-ta-lip’ ta-lip, tschlip, tschi-ep, tschilip’ iz si... klingen, nehmen meist ab und enden in übereifrigem, kicherndem Durcheinander das zwischen zwei Sekunden bis sehr lange anhalten kann. In Venezuela und Kolumbien hört man auch oft ein hartes, metallisches tiink, welches unverwechselbar ist.

## Fortpflanzung
In Venezuela wurde im Bundesstaat Trujillo im Februar ein Nest mit Eiern des Silberhakenschnabels entdeckt. Jungtiere gab es im Departamento de Santander im Dezember sowie Vögel in Brutstimmung von Juni bis August in Kolumbien. Von Nestlingen wurde im Amazonasgebiet im Februar berichtet. Im Norden Perus wurden Jungtiere im Juni, im Süden im August beobachtet. Alle diese Berichte lassen vermuten, dass er von Mitte der Trockenzeit bis in die Anfangsphase der Regenzeit brütet. Das Nest ist ein offener Kelch aus trockenem Gras und Moos, den er im Gebüsch platziert. In Venezuela fand man ein Nest in einer tiefen Grube an einem steilen moosigen Straßenrand. Über die Anzahl der Eier eines Geleges gibt es kaum Informationen. Ein Nest in Venezuela hatte zwei Eier. Die Eier aus Kolumbien werden als blass grünlich-blau mit rötlich-braunen Flecken, die sich hauptsächlich am größeren Ende befinden, beschrieben.

## Verbreitung und Lebensraum

Verbreitungsgebiet des Silberhakenschnabels (grün)

Der Silberhakenschnabel bevorzugt feuchte Bergwälder, ältere Sekundärvegetation und Waldränder. Im Süden Perus scheint er buschigere Wälder auf nährstoffarmen Böden zu bevorzugen. Er bewegt sich im Norden Venezuelas in Höhenlagen von 1400 bis 2100 Metern, ca. zwischen 1600 und 3200 Meter in den südlichen Anden Kolumbiens und Ecuadors. In beiden Ländern ist er meist zwischen 2100 und 2700 Metern unterwegs. In Peru reicht seine Höhenverbreitung von 1300 bis auf 3100 Meter.

## Migration
Der Silberhakenschnabel gilt als Standvogel. Saisonalen Zugbewegungen könnte es im Norden Venezuelas geben. Abschließend ist das Zugverhalten bisher aber kaum erforscht.

## Unterarten
Es sind sechs Unterarten bekannt:
- Diglossa caerulescens caerulescens (Sclater, PL, 1856)[3] kommt im Norden Venezuelas vor.
- Diglossa caerulescens ginesi Phelps & Phelps Jr, 1952[4] ist im Nordwesten Venezuelas verbreitet. Diese Unterart ist etwas heller und matter auf der Unterseite. Die Gesichtsmaske ist kleiner.[1]
- Diglossa caerulescens media Bond, J, 1955[5] ist im Süden Ecuadors und dem Nordwesten Perus verbreitet. Diese Unterart ähnelt der Nominatform, doch leuchtet die Oberseite blau. Die Unterseite zeigt weniger violette Tönung. Dabei gibt es mehr weiße Säume auf der Unterseite.[1]
- Diglossa caerulescens mentalis Zimmer, JT, 1942[6] kommt im Südosten Perus und dem Westen Boliviens vor. Diese Subspezies ist dunkler als D. c. pallida. Die Oberseite hat einen blauen Schimmer. Die Kehle und die Brust sind dunkel gräulich. Der schwarze Kinnfleck zieht sich über die gesamte Ohrdecken.[1]
- Diglossa caerulescens pallida (von Berlepsch & Stolzmann, 1896)[7] ist im nördlichen zentralen und zentralen Peru verbreitet. Diese Unterart ist am mattesten in der Färbung. Die Unterseite ist eher grau, wobei die Kehle und der obere Bereich der Brust etwas dunkler ist, als der Rest der Unterseite.[1]
- Diglossa caerulescens saturata (Todd, 1917)[8] kommt in Kolumbien und dem Westen Venezuelas vor. Diese Subspezies ist deutlich dunkler und hat etwas mehr violette Färbung auf der Oberseite. Die Unterseite ist dunkler und eher schieferblau.[1]

Diglossa caerulescens intermedia Carriker Jr, 1935 wird heute als Synonym für D. c. saturata betrachtet

## Etymologie und Forschungsgeschichte
Die Erstbeschreibung des Silberhakenschnabels erfolgte 1856 durch Philip Lutley Sclater unter dem wissenschaftlichen Namen Diglossopis caerulescens. Das Typusexemplar stammte aus der Nähe von Caracas und wurde von Léonce Levraud nach Paris geschickt. Bereits 1832 führte Johann Georg Wagler den neuen Gattungsnamen Diglossa für den Zimtbauch-Hakenschnabel (Diglossa baritula) ein. Dieser Name setzt sich aus »di-, dis, duo δι-, δις, δυο« für »doppelt, zweifach, zwei« und »glōssa γλωσσα« für »Zunge« zusammen. Der Artname »caerulescens« leitet sich vom lateinischen »caeruleus« für »azurblau« ab. »Ginesi« ist Pablo Mandazen Soto (1912–2011) gewidmet, der als Bruder Ginés in Venezuela bekannt war. »Pallida« leitet sich von »pallidus, pallere« for »blass, bleich sein« ab. »Media« leitet sich von »medius« for »Mitte«, »intermedia« erweitert um »inter-« for »inmitten« ab. »Mentalis« stammt vom lateinischen »mentum« für »Kinn« ab. »Saturata« hat seinen Ursprung im lateinischen »saturatus, satur, satura, satis« für »farbenreich, dunkel farbig, reichlich, genug«.